# Vsévolod Bobrov
Vsévolod Bobrov (rus: Всеволод Бобров)  (Morshansk, 1 de desembre de 1922 - Moscou, 1 de juliol de 1979) fou un futbolista i jugador d'hoquei sobre gel rus de la dècada de 1940.

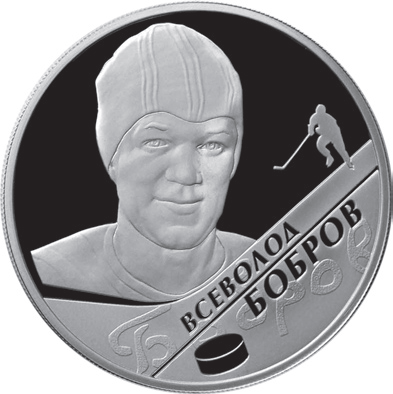
Moneda russa commemorativa.

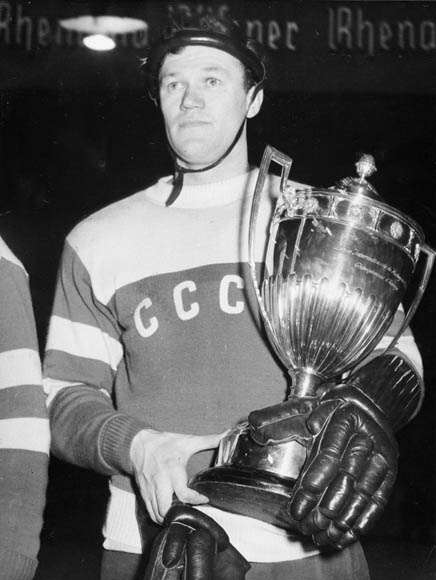
Bobrov jugador d'hoquei.

Fou 3 cops internacional amb la selecció soviètica de futbol amb la qual participà en els Jocs Olímpics d'Estiu de 1952. Pel que fa a clubs, defensà els colors de CDKA Moscou, VVS Moscou i Spartak Moscou. Quan deixà el futbol el 1953 virà cap el hoquei gel. Fou jugador del CDKA Moscou, VVS Moscou abans de retirar-se el 1957. Amb la selecció participà en el Campionat del Món de 1954 i als Jocs Olímpics d'hivern de 1956, on guanyà la medalla d'or.
Trajectòria com a entrenador de futbol:
- 1952 VVS Moscou
- 1957 CSK MO Moscou (director)
- 1958-1960 CSKA Moscou (assistent)
- 1963 FC Chornomorets Odessa
- 1967-1969 CSKA Moscou
- 1975 FC Kairat
- 1977-1978 CSKA Moscou